# Franklin, Ohio
Franklin är en stad i Warren County, Ohio, USA. Befolkningen uppgick till 11 771 år 2010.